# Barriac-les-Bosquets
Barriac-les-Bosquets är en kommun i departementet Cantal i regionen Auvergne-Rhône-Alpes i mitten av Frankrike. Kommunen ligger  i kantonen Pleaux som ligger i arrondissementet Mauriac. År 2022 hade Barriac-les-Bosquets 138 invånare.

## Befolkningsutveckling
Antalet invånare i kommunen Barriac-les-Bosquets
Referens:INSEE